# オールドノリタケ

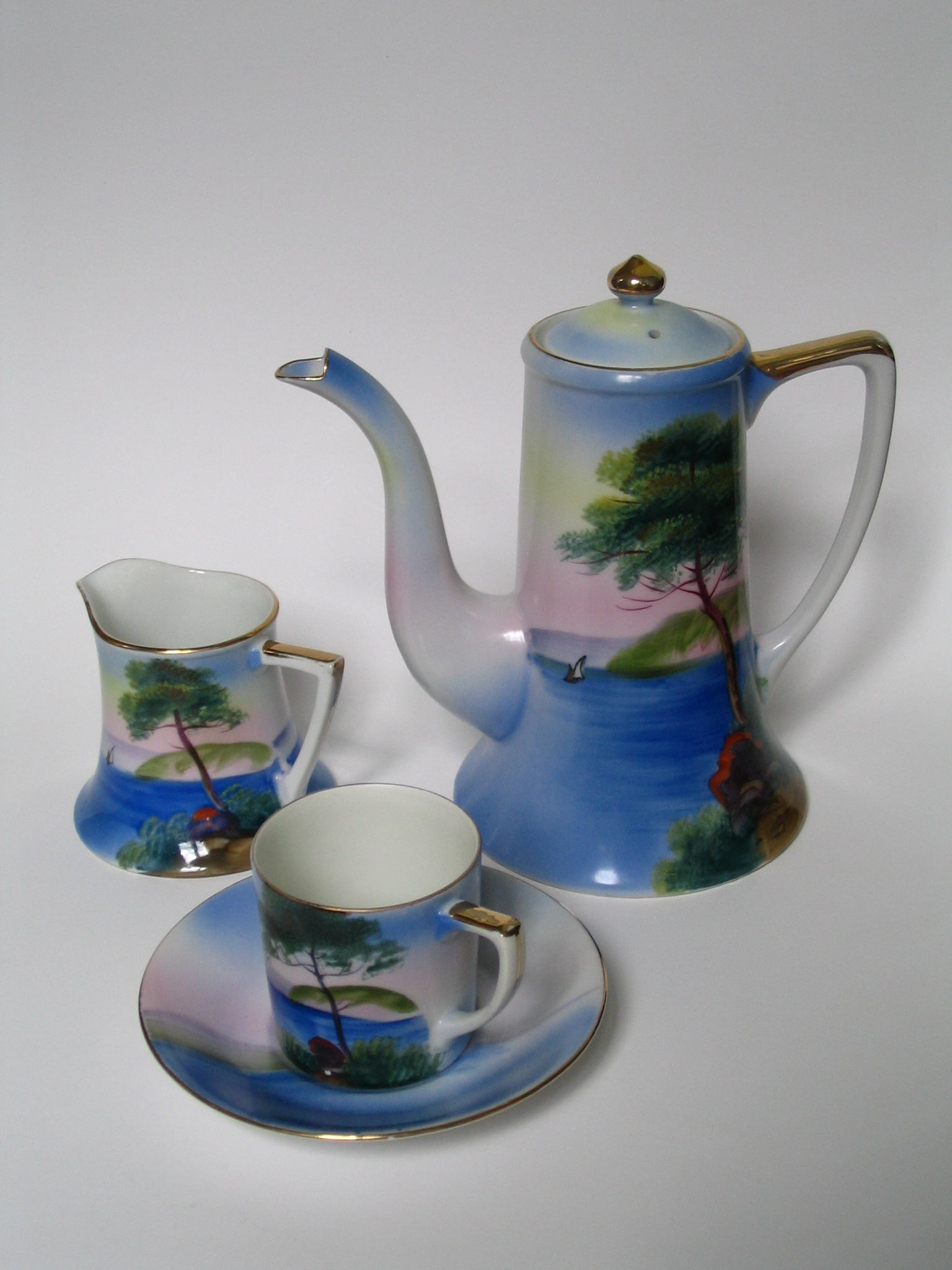
風景文コーヒーセット (1920年頃)

オールドノリタケとは日本陶器合名会社（現・ノリタケカンパニーリミテド）が明治期から戦前までに欧米に輸出した陶磁器のことである。
花瓶や置物などの装飾品と洋食器などのテーブルウェアが主体で、特に芸術的な絵付けや繊細な細工などで知られ、今でも収集家は多い。
「オールドノリタケ」という呼称は1990年代に婦人雑誌やアンティーク誌などで使われるようになり、日本製のきらびやかな洋風陶器に一般の人々も関心を集めるようになった。オールドノリタケの製品は主にアメリカ向けに輸出され、国内で販売されることはなかったため、日本では一般の目に触れることはほとんど無かった。輸入先のアメリカでは1970年代に専門誌が発行されるなど、骨董愛好家のあいだでブームが高まった。
オールドノリタケの学問的定義は定まっていない。一般に知られるオールドノリタケは金盛装飾をふんだんに使った陶器だが、それらの製品は1904年に日本陶器合名会社が創設される以前の、貿易業者森村組時代のものが多い。日本陶器はアール・ヌーボー、ラスター彩、アール・デコと、その時々の流行を取り入れたため、デザイン史的にその全てをオールドノリタケとして総称するべきかは議論がある。